# Kim Yŏng-nam
Kim Yŏng-nam (auch Kim Jongnam geschrieben; * 4. Februar 1928 im Landkreis Myŏngch’ŏn-gun, Unterprovinz Kankyō-hokudo, damaliges Japanisches Kaiserreich, heutiges Nordkorea) ist ein Politiker der Demokratischen Volksrepublik Korea (DVRK).
Er war von 1998 bis April 2019 Vorsitzender des Präsidiums der Obersten Volksversammlung der DVRK, damit protokollarisches Staatsoberhaupt des Landes, und seit 1980 Mitglied des Politbüros des Zentralkomitees (ZK) der Partei der Arbeit Koreas (PdAK). Seit Oktober 2010 war er auch Mitglied des Präsidiums des Politbüros der Partei der Arbeit Koreas.

## Leben
Kim Yŏng-nam wurde geboren, als Korea eine Provinz des Japanischen Kaiserreichs war. Nach japanischer Lesung von 金永南 lautet sein Name Kin Einan. In den 1950er Jahren studierte er in der Sowjetunion und wurde stellvertretender Vorsitzender des Komitees für Kulturelle Auslandsbeziehungen und des Nationalen Komitees für den Schutz des Friedens. Ab 1956 war er in der Abteilung für Außenpolitik beim ZK der PdAK tätig. 1961 wurde er stellvertretender Vorsitzender der PdAK in der Provinz Süd-Hamgyŏng, etwa 1970 Mitglied des ZK der PdAK und 1972 Vorsitzender der Abteilung Außenpolitik des ZK der PdAK.
Von 1983 bis 1998 war er Minister für Auswärtige Angelegenheiten der DVRK.
Er galt formell als „Nummer zwei“ der Staatsführung der DVRK hinter Kim Jong-il, der bis zu seinem Tode am 17. Dezember 2011 Vorsitzender der Nationalen Verteidigungskommission der DVRK und Generalsekretär der PdAK war. Unter Kim Jong-ils Sohn und Nachfolger Kim Jong-un behielt Kim Yŏng-nam seine Posten. Medienberichte sahen seine Position nach der Hinrichtung Jang Song-thaeks, der als Strippenzieher im Hintergrund galt, gestärkt.

## Sonstiges
Kim Yŏng-nams jüngerer Bruder Kim Ki-nam war ebenfalls hoher Parteifunktionär. Er war für Medien und Kultur zuständig und galt als führender Ideologe der Staatspartei.